# Paralaevicephalus prima
Paralaevicephalus prima är en insektsart som beskrevs av Rao 1989. Paralaevicephalus prima ingår i släktet Paralaevicephalus och familjen dvärgstritar. Inga underarter finns listade i Catalogue of Life.